# Paul Mescal
Paul Colm Michael Mescal (Maynooth, 1996. február 2. –) ír színész.
Mescal a Normális emberek (Normal People) című sorozatban játszott szerepével vált híressé, elnyerve egy BAFTA TV-díjat és egy Primetime Emmy-díjra jelölést. A Volt egyszer egy nyár című filmben lévő főszerepléséért jelölték egy Oscar- és egy BAFTA-díjra. Laurence Olivier-díjat nyert A vágy villamosa című darab 2022-es változatában lévő szerepléséért.

## Élete
Mescal 1996. február 2-án született Maynoothban, Kildare megyében. Három gyermek közül a legidősebb, van egy öccse és egy húga.
Mescal 16 évesen lépett először színpadra, Az Operaház fantomja című musicalben alakította a Fantomot. Felvételt nyert a dublini Trinity College Lir Akadémiájára. 2017-ben szerzett színészdiplomát.
2020-ban szülőhazájából, Írországból Londonba költözött.
Mescal kapcsolatban állt Phoebe Bridgers énekessel. Feltűnt Bridgers "Savior Complex" című dalához készített videóklipben.

## Karrierje
Első televíziós szerepét a Normális emberek című drámai hangvételű minisorozatban játszotta, amely Sally Rooney 2018-as azonos című regényének adaptációja. Az Egyesült Királyságban a BBC Three, az Egyesült Államokban pedig a Hulu kínálatában mutatták be 2020-ban. A sorozatban egy Connell Waldron nevű diákot alakított, ez a szerep indította el Mescalt a hírnév felé.
2021-ben Maggie Gyllenhaal Az elveszett lány  című pszichológiai drámájában debütált a filmvásznon. A következő évben szexuális zaklatással vádolt férfiként szerepelt az Isten teremtményei című filmben, és zaklatott fiatal apaként a Volt egyszer egy nyár című drámában, mindkét művet a 2022-es cannes-i fesztiválon mutatták be. Az utóbbiért a legjobb férfi főszereplő Oscar-díjra és a legjobb férfi főszereplő BAFTA-díjra jelölték.
2022-ben a Carmen – Tánc az életért című zenés filmben vállalt szereplést. 2023-ban Andrew Scott mellett színészkedett a Mind idegenek vagyunk című romantikus fantasyfilmben. Mescalt jelölték a legjobb férfi mellékszereplőnek járó BAFTA-díjra. Saoirse Ronan mellett A látogató (2023) című filmben játszott, mely Iain Reid Foe sci-fi regényének adaptációja.
Mescal főszerepet fog alakítani Richard Linklater Merrily We Roll Along című filmjében, az azonos című musical filmadaptációjában, amelyet 20 éven keresztül szeretnének forgatni. 2024-ben Ridley Scott Gladiátor II. című történelmi drámájában tűnt fel.

## Filmográfia

### Film
| Év   | Magyar cím               | Eredeti cím         | Szerep         | Magyar hang      |
| ---- | ------------------------ | ------------------- | -------------- | ---------------- |
| 2021 | Az elveszett lány        | The Lost Daughter   | Will           | Miller Dávid     |
| 2022 | Volt egyszer egy nyár    | Aftersun            | Calum Paterson | Jakab Márk       |
| 2022 | Isten teremtményei       | God's Creatures     | Brian O'Hara   |                  |
| 2022 | Carmen – Tánc az életért | Carmen              | Aidan          |                  |
| 2023 | Mind idegenek vagyunk    | All of Us Strangers | Harry          | Lengyel Benjámin |
| 2023 | A látogató               | Foe                 | Junior         |                  |
| 2024 | Gladiátor II.            | Gladiator II.       | Lucius         | Lengyel Benjámin |

### Televízió
| Év   | Magyar cím       | Eredeti cím   | Szerep          | Megjegyzések            |
| ---- | ---------------- | ------------- | --------------- | ----------------------- |
| 2020 | Normális emberek | Normal People | Connell Waldron | minisorozat (12 epizód) |
| 2020 |                  | The Deceived  | Sean McKeogh    | 4 epizód                |

## Fordítás
Ez a szócikk részben vagy egészben  a   Paul Mescal című angol Wikipédia-szócikk ezen változatának fordításán alapul.  Az eredeti cikk szerkesztőit annak laptörténete sorolja fel. Ez a jelzés csupán a megfogalmazás eredetét és a szerzői jogokat jelzi, nem szolgál a cikkben szereplő információk forrásmegjelöléseként.